# Élections départementales de 2015 dans la Loire
Les élections départementales ont lieu les 22 et 29 mars 2015.

## Contexte départemental

### Assemblée départementale sortante
Avant les élections, le conseil général de la Loire est présidé par Bernard Bonne (UMP). Il comprend 40 conseillers généraux issus des 40 cantons de la Loire. Après le redécoupage cantonal de 2014, ce sont 42 conseillers départementaux qui seront élus au sein des 21 nouveaux cantons de la Loire.
| Parti                                  | Sigle | Sigle | Élus | Groupe Politique               |
| -------------------------------------- | ----- | ----- | ---- | ------------------------------ |
| Majorité (17 sièges)                   |       |       |      |                                |
| Union des démocrates et indépendants   |       | UDI   | 7    | Union pour la Loire            |
| Union pour un mouvement populaire      |       | UMP   | 6    | Union pour la Loire            |
| Divers droite                          |       | DVD   | 4    | Union pour la Loire            |
| Indépendants/Sans étiquette (5 sièges) |       |       |      |                                |
| Centre gauche                          |       | CG    | 2    | Indépendance et Démocratie     |
| Divers droite                          |       | DVD   | 2    | Indépendance et Démocratie     |
| Union pour un mouvement populaire      |       | UMP   | 1    | Indépendance et Démocratie     |
| Opposition (18 sièges)                 |       |       |      |                                |
| Parti socialiste                       |       | PS    | 11   | Gauche démocrate et socialiste |
| Divers gauche                          |       | DVG   | 3    | Gauche démocrate et socialiste |
| Parti radical de gauche                |       | PRG   | 1    | Gauche démocrate et socialiste |
| Parti communiste français              |       | PCF   | 3    | Gauche citoyenne               |
| Président du conseil général           |       |       |      |                                |
| Bernard Bonne (UMP)                    |       |       |      |                                |

### Assemblée départementale élue
| Parti                                | Sigle | Sigle | Élus |
| ------------------------------------ | ----- | ----- | ---- |
| Majorité (28 sièges)                 |       |       |      |
| Union pour un mouvement populaire    |       | UMP   | 17   |
| Union des démocrates et indépendants |       | UDI   | 9    |
| Divers droite                        |       | DVD   | 2    |
| Opposition (14 sièges)               |       |       |      |
| Parti socialiste                     |       | PS    | 9    |
| Front de gauche                      |       | FG    | 3    |
| Parti communiste français            |       | PCF   | 1    |
| Europe Écologie Les Verts            |       | EÉLV  | 1    |
| Président du conseil départemental   |       |       |      |
| Bernard Bonne (UMP)                  |       |       |      |

## Résultats à l'échelle du département

### Résultats par nuances du ministère de l'Intérieur
Les nuances utilisées par le ministère de l'Intérieur ne tiennent pas compte des alliances locales.
| Binômes     | Binômes            | Premier tour | Premier tour | Second tour | Second tour | Sièges |
| Binômes     | Binômes            | Voix         | %            | Voix        | %           | Sièges |
| ----------- | ------------------ | ------------ | ------------ | ----------- | ----------- | ------ |
|             | DVD                | 49 402       | 20,87        | 71 576      | 29,60       | 20     |
|             | Union de la droite | 17 068       | 7,21         | 15 744      | 6,51        | 6      |
|             | UMP                | 12 609       | 5,33         | 12 811      | 5,30        | 2      |
|             | UDI                | 5 584        | 2,36         | 4 472       | 1,85        | 0      |
| Droite      | Droite             | 84 663       | 35,77        | 104 603     | 43,26       | 28     |
|             |                    |              |              |             |             |        |
|             | DVG                | 24 489       | 10,35        | 24 991      | 10,34       | 2      |
|             | PS                 | 23 067       | 9,74         | 19 755      | 8,17        | 6      |
|             | FG                 | 15 989       | 6,75         | 6 036       | 2,50        | 2      |
|             | Union de la gauche | 7 781        | 3,29         | 12 540      | 5,19        | 4      |
|             | EÉLV               | 6 879        | 2,91         | 3 945       | 1,63        | 0      |
|             | PCF                | 884          | 0,37         |             |             |        |
| Gauche      | Gauche             | 79 089       | 33,41        | 67 267      | 27,83       | 14     |
|             |                    |              |              |             |             |        |
|             | FN                 | 71 889       | 30,37        | 69 912      | 28,92       | 0      |
|             |                    |              |              |             |             |        |
|             | EXG                | 658          | 0,28         |             |             |        |
|             |                    |              |              |             |             |        |
|             | Divers             | 409          | 0,17         |             |             |        |
|             |                    |              |              |             |             |        |
| Inscrits    | Inscrits           | 510 268      | 100,00       | 510 264     | 100,00      |        |
| Abstentions | Abstentions        | 262 877      | 51,52        | 251 933     | 49,37       |        |
| Votants     | Votants            | 247 391      | 48,48        | 258 331     | 50,63       |        |
| Blancs      | Blancs             | 7 619        | 3,08         | 12 089      | 4,68        |        |
| Nuls        | Nuls               | 3 064        | 1,24         | 4 460       | 1,73        |        |
| Exprimés    | Exprimés           | 236 708      | 95,68        | 241 782     | 93,59       |        |

### Résultats par canton
| Canton                     | Conseiller sortant    | Parti                | Parti       | Conseiller élu           | Parti           | Parti           |
| -------------------------- | --------------------- | -------------------- | ----------- | ------------------------ | --------------- | --------------- |
| Andrézieux-Bouthéon        | Canton créé           | Canton créé          | Canton créé | Sylvain Dardoullier      |                 | UMP             |
| Andrézieux-Bouthéon        | Canton créé           | Canton créé          | Canton créé | Michèle Maras            |                 | UMP             |
| Belmont-de-la-Loire        | Jean-Paul Defaye*     |                      | DVD         | Canton supprimé          | Canton supprimé | Canton supprimé |
| Boën-sur-Lignon            | Lucien Moullier*      |                      | PRG         | Chantal Brosse           |                 | UMP             |
| Boën-sur-Lignon            | Lucien Moullier*      | Pierre-Jean Rochette | PRG         |                          | UMP             |                 |
| Bourg-Argental             | Bernard Bonne         |                      | UMP         | Canton supprimé          | Canton supprimé | Canton supprimé |
| Chambon-Feugerolles        | Jean-François Barnier |                      | UDI         | Canton supprimé          | Canton supprimé | Canton supprimé |
| Charlieu                   | René Lapallus*        |                      | PCF         | Jérémie Lacroix          |                 | UMP             |
| Charlieu                   | René Lapallus*        | Clotilde Robin       | PCF         |                          | UMP             |                 |
| Chazelles-sur-Lyon         | Jean-Paul Blanchard*  |                      | CG          | Canton supprimé          | Canton supprimé | Canton supprimé |
| Le Coteau                  | Canton créé           | Canton créé          | Canton créé | Véronique Chaverot       |                 | UMP             |
| Le Coteau                  | Canton créé           | Canton créé          | Canton créé | Daniel Frechet           |                 | UMP             |
| Feurs                      | Henri Nigay*          |                      | UMP         | Marianne Darfeuille      |                 | DVD             |
| Feurs                      | Henri Nigay*          | Pierre Véricel       | UMP         |                          | DVD             |                 |
| Firminy                    | Marc Petit            |                      | PCF         | Nathalie Desa Ferriol    |                 | FG              |
| Firminy                    | Marc Petit            | Marc Petit           | PCF         |                          | PCF             |                 |
| La Grand-Croix             | Solange Berlier       |                      | UDI         | Canton supprimé          | Canton supprimé | Canton supprimé |
| Montbrison                 | Liliane Faure*        |                      | PS          | Jean-Yves Bonnefoy       |                 | UMP             |
| Montbrison                 | Liliane Faure*        | Annick Brunel        | PS          |                          | UMP             |                 |
| Néronde                    | Jean-Claude Tissot    |                      | PS          | Canton supprimé          | Canton supprimé | Canton supprimé |
| Noirétable                 | Claude Bourdelle*     |                      | DVD         | Canton supprimé          | Canton supprimé | Canton supprimé |
| La Pacaudière              | René-André Barret*    |                      | DVG         | Canton supprimé          | Canton supprimé | Canton supprimé |
| Pélussin                   | Georges Bonnard*      |                      | DVD         | Canton supprimé          | Canton supprimé | Canton supprimé |
| Perreux                    | Fabienne Stalars      |                      | PS          | Canton supprimé          | Canton supprimé | Canton supprimé |
| Le Pilat                   | Canton créé           | Canton créé          | Canton créé | Bernard Bonne            |                 | UMP             |
| Le Pilat                   | Canton créé           | Canton créé          | Canton créé | Valérie Peysselon        |                 | UMP             |
| Renaison                   | Canton créé           | Canton créé          | Canton créé | Violette Auberger        |                 | FG              |
| Renaison                   | Canton créé           | Canton créé          | Canton créé | Jean Bartholin           |                 | FG              |
| Rive-de-Gier               | Jean-Claude Charvin   |                      | UMP         | Jean-Claude Charvin      |                 | UMP             |
| Rive-de-Gier               | Jean-Claude Charvin   | Séverine Reynaud     | UMP         |                          | UMP             |                 |
| Roanne-Nord                | Alain Guillemant*     |                      | PS          | Canton supprimé          | Canton supprimé | Canton supprimé |
| Roanne-Sud                 | Bernard Jayol*        |                      | PS          | Canton supprimé          | Canton supprimé | Canton supprimé |
| Roanne-1                   | Canton créé           | Canton créé          | Canton créé | Brigitte Dumoulin        |                 | PS              |
| Roanne-1                   | Canton créé           | Canton créé          | Canton créé | Jean-Jacques Ladet       |                 | PS              |
| Roanne-2                   | Canton créé           | Canton créé          | Canton créé | Éric Michaud             |                 | PS              |
| Roanne-2                   | Canton créé           | Canton créé          | Canton créé | Pascale Vialle-Dutel     |                 | PS              |
| Saint-Bonnet-le-Château    | Iwan Mayet*           |                      | UMP         | Canton supprimé          | Canton supprimé | Canton supprimé |
| Saint-Chamond-Nord         | Hervé Reynaud         |                      | DVD         | Canton supprimé          | Canton supprimé | Canton supprimé |
| Saint-Chamond-Sud          | Marc Lassablière*     |                      | PS          | Canton supprimé          | Canton supprimé | Canton supprimé |
| Saint-Chamond              | Canton créé           | Canton créé          | Canton créé | Solange Berlier          |                 | UMP             |
| Saint-Chamond              | Canton créé           | Canton créé          | Canton créé | Hervé Reynaud            |                 | UMP             |
| Saint-Étienne-Nord-Est-1   | Régis Juanico         |                      | PS          | Canton supprimé          | Canton supprimé | Canton supprimé |
| Saint-Étienne-Nord-Est-2   | Gilles Artigues       |                      | UDI         | Canton supprimé          | Canton supprimé | Canton supprimé |
| Saint-Étienne-Nord-Ouest-1 | Paul Celle            |                      | UDI         | Canton supprimé          | Canton supprimé | Canton supprimé |
| Saint-Étienne-Nord-Ouest-2 | Arlette Bernard       |                      | PS          | Canton supprimé          | Canton supprimé | Canton supprimé |
| Saint-Étienne-Sud-Est-1    | Joseph Ferrara        |                      | PS          | Canton supprimé          | Canton supprimé | Canton supprimé |
| Saint-Étienne-Sud-Est-2    | Georges Ziegler       |                      | UDI         | Canton supprimé          | Canton supprimé | Canton supprimé |
| Saint-Étienne-Sud-Est-3    | Florent Pigeon*       |                      | PS          | Canton supprimé          | Canton supprimé | Canton supprimé |
| Saint-Étienne-Sud-Ouest-1  | Jean-Claude Bertrand* |                      | PS          | Canton supprimé          | Canton supprimé | Canton supprimé |
| Saint-Étienne-Sud-Ouest-2  | Christine Cauët       |                      | DVG         | Canton supprimé          | Canton supprimé | Canton supprimé |
| Saint-Étienne-1            | Canton créé           | Canton créé          | Canton créé | Fabienne Perrin          |                 | UDI             |
| Saint-Étienne-1            | Canton créé           | Canton créé          | Canton créé | Georges Ziegler          |                 | UDI             |
| Saint-Étienne-2            | Canton créé           | Canton créé          | Canton créé | Jean-François Barnier    |                 | UDI             |
| Saint-Étienne-2            | Canton créé           | Canton créé          | Canton créé | Alexandra Custodio       |                 | UMP             |
| Saint-Étienne-3            | Canton créé           | Canton créé          | Canton créé | Arlette Bernard          |                 | PS              |
| Saint-Étienne-3            | Canton créé           | Canton créé          | Canton créé | Pierrick Courbon         |                 | PS              |
| Saint-Étienne-4            | Canton créé           | Canton créé          | Canton créé | Paul Celle               |                 | UDI             |
| Saint-Étienne-4            | Canton créé           | Canton créé          | Canton créé | Christiane Jodar         |                 | UDI             |
| Saint-Étienne-5            | Canton créé           | Canton créé          | Canton créé | Régis Juanico            |                 | PS              |
| Saint-Étienne-5            | Canton créé           | Canton créé          | Canton créé | Marie-Michelle Vialleton |                 | EÉLV            |
| Saint-Étienne-6            | Canton créé           | Canton créé          | Canton créé | Joseph Ferrara           |                 | PS              |
| Saint-Étienne-6            | Canton créé           | Canton créé          | Canton créé | Nadia Semache            |                 | PS              |
| Saint-Galmier              | Michèle Maras         |                      | UMP         | Canton supprimé          | Canton supprimé | Canton supprimé |
| Saint-Genest-Malifaux      | Jean Gilbert*         |                      | CG          | Canton supprimé          | Canton supprimé | Canton supprimé |
| Saint-Georges-en-Couzan    | Joël Epinat*          |                      | DVD         | Canton supprimé          | Canton supprimé | Canton supprimé |
| Saint-Germain-Laval        | André Cellier*        |                      | DVD         | Canton supprimé          | Canton supprimé | Canton supprimé |
| Saint-Haon-le-Châtel       | Jean Bartholin        |                      | DVG         | Canton supprimé          | Canton supprimé | Canton supprimé |
| Saint-Héand                | Bernard Philibert     |                      | UDI         | Canton supprimé          | Canton supprimé | Canton supprimé |
| Saint-Jean-Soleymieux      | Serge Vray            |                      | PCF         | Canton supprimé          | Canton supprimé | Canton supprimé |
| Saint-Just-en-Chevalet     | Huguette Burelier     |                      | UMP         | Canton supprimé          | Canton supprimé | Canton supprimé |
| Saint-Just-Saint-Rambert   | Alain Laurendon       |                      | UDI         | Colette Ferrand          |                 | UDI             |
| Saint-Just-Saint-Rambert   | Alain Laurendon       | Alain Laurendon      | UDI         |                          | UDI             |                 |
| Saint-Symphorien-de-Lay    | Michel Chartier*      |                      | UMP         | Canton supprimé          | Canton supprimé | Canton supprimé |
| Sorbiers                   | Canton créé           | Canton créé          | Canton créé | Corinne Besson-Fayolle   |                 | UMP             |
| Sorbiers                   | Canton créé           | Canton créé          | Canton créé | Bernard Philibert        |                 | UDI             |

* Conseillers généraux sortants ne se représentant pas 

## Résultats par canton

### Canton d'Andrézieux-Bouthéon
| Candidats   | Candidats            | Partis      | Partis      | Premier tour | Premier tour | Second tour | Second tour |
| Candidats   | Candidats            | Partis      | Partis      | Voix         | %            | Voix        | %           |
| ----------- | -------------------- | ----------- | ----------- | ------------ | ------------ | ----------- | ----------- |
| 1           | Jacqueline Lablanche |             | PS          | 2 485        | 17,86        |             |             |
| 1           | Maxime Portafaix     |             | PS          | 2 485        | 17,86        |             |             |
| 2           | Sylvain Dardoullier  |             | UMP         | 5 681        | 40,82        | 8 694       | 61,56       |
| 2           | Michèle Maras        |             | UMP         | 5 681        | 40,82        | 8 694       | 61,56       |
| 3           | Marcel Jacob         |             | FN          | 4 942        | 35,51        | 5 429       | 38,44       |
| 3           | Florence Meunier     |             | FN          | 4 942        | 35,51        | 5 429       | 38,44       |
| 4           | Christiane Mateo     |             | PCF         | 808          | 5,81         |             |             |
| 4           | Laurent Pouzet       |             | PCF         | 808          | 5,81         |             |             |
|             |                      |             |             |              |              |             |             |
| Inscrits    | Inscrits             | Inscrits    | Inscrits    | 30 962       | 100,00       | 30 961      | 100,00      |
| Abstentions | Abstentions          | Abstentions | Abstentions | 16 393       | 52,95        | 15 735      | 50,82       |
| Votants     | Votants              | Votants     | Votants     | 14 569       | 47,05        | 15 226      | 49,18       |
| Blancs      | Blancs               | Blancs      | Blancs      | 489          | 3,36         | 814         | 5,35        |
| Nuls        | Nuls                 | Nuls        | Nuls        | 164          | 1,13         | 289         | 1,9         |
| Exprimés    | Exprimés             | Exprimés    | Exprimés    | 13 916       | 95,52        | 14 123      | 92,76       |

### Canton de Boën-sur-Lignon
| Candidats   | Candidats              | Partis      | Partis      | Premier tour | Premier tour | Second tour | Second tour |
| Candidats   | Candidats              | Partis      | Partis      | Voix         | %            | Voix        | %           |
| ----------- | ---------------------- | ----------- | ----------- | ------------ | ------------ | ----------- | ----------- |
| 1           | Henri Cazenave         |             | FN          | 3 434        | 29,51        | 3 300       | 26,58       |
| 1           | Rachel Fayard          |             | FN          | 3 434        | 29,51        | 3 300       | 26,58       |
| 2           | Chantal Brosse         |             | UMP         | 4 557        | 39,16        | 5 223       | 42,07       |
| 2           | Pierre-Jean Rochette   |             | UMP         | 4 557        | 39,16        | 5 223       | 42,07       |
| 3           | Georges Bernat         |             | FG          | 3 647        | 31,34        | 3 893       | 31,35       |
| 3           | Florence Vallot-Perret |             | FG          | 3 647        | 31,34        | 3 893       | 31,35       |
|             |                        |             |             |              |              |             |             |
| Inscrits    | Inscrits               | Inscrits    | Inscrits    | 23 038       | 100,00       | 23 040      | 100,00      |
| Abstentions | Abstentions            | Abstentions | Abstentions | 10 589       | 45,96        | 10 052      | 43,63       |
| Votants     | Votants                | Votants     | Votants     | 12 449       | 54,04        | 12 988      | 56,37       |
| Blancs      | Blancs                 | Blancs      | Blancs      | 539          | 4,33         | 414         | 3,19        |
| Nuls        | Nuls                   | Nuls        | Nuls        | 272          | 2,18         | 158         | 1,22        |
| Exprimés    | Exprimés               | Exprimés    | Exprimés    | 11 638       | 93,49        | 12 416      | 95,6        |

### Canton de Charlieu
| Candidats   | Candidats           | Partis      | Partis      | Premier tour | Premier tour | Second tour | Second tour |
| Candidats   | Candidats           | Partis      | Partis      | Voix         | %            | Voix        | %           |
| ----------- | ------------------- | ----------- | ----------- | ------------ | ------------ | ----------- | ----------- |
| 1           | Sabine Teyssier     |             | PS          | 1 429        | 13,87        |             |             |
| 1           | Jean-François Vial  |             | PS          | 1 429        | 13,87        |             |             |
| 2           | Fabien Escoffier    |             | PG          | 902          | 8,75         |             |             |
| 2           | Marie Hélène Fonton |             | PCF         | 902          | 8,75         |             |             |
| 3           | Jérémie Lacroix     |             | UMP         | 3 879        | 37,64        | 6 222       | 63,64       |
| 3           | Clotilde Robin      |             | UMP         | 3 879        | 37,64        | 6 222       | 63,64       |
| 4           | Corinne Duperron    |             | EÉLV        | 767          | 7,44         |             |             |
| 4           | Alain Valentin      |             | EÉLV        | 767          | 7,44         |             |             |
| 5           | Séverine Besançon   |             | FN          | 3 329        | 32,30        | 3 555       | 36,36       |
| 5           | Norbert Thizy       |             | FN          | 3 329        | 32,30        | 3 555       | 36,36       |
|             |                     |             |             |              |              |             |             |
| Inscrits    | Inscrits            | Inscrits    | Inscrits    | 21 820       | 100,00       | 21 811      | 100,00      |
| Abstentions | Abstentions         | Abstentions | Abstentions | 10 876       | 49,84        | 10 741      | 49,25       |
| Votants     | Votants             | Votants     | Votants     | 10 944       | 50,16        | 11 070      | 50,75       |
| Blancs      | Blancs              | Blancs      | Blancs      | 478          | 4,37         | 937         | 8,46        |
| Nuls        | Nuls                | Nuls        | Nuls        | 160          | 1,46         | 356         | 3,22        |
| Exprimés    | Exprimés            | Exprimés    | Exprimés    | 10 306       | 94,17        | 9 777       | 88,32       |

### Canton du Coteau
| Candidats            | Candidats           | Partis      | Partis      | Premier tour | Premier tour | Second tour | Second tour |
| Candidats            | Candidats           | Partis      | Partis      | Voix         | %            | Voix        | %           |
| -------------------- | ------------------- | ----------- | ----------- | ------------ | ------------ | ----------- | ----------- |
| 1                    | Joël Girard         |             | PCF         | 771          | 6,46         |             |             |
| 1                    | Agnès Roffat        |             | PG          | 771          | 6,46         |             |             |
| 2                    | Véronique Chaverot  |             | UMP         | 4 116        | 34,5         | 4 906       | 38,04       |
| 2                    | Daniel Frechet      |             | UMP         | 4 116        | 34,5         | 4 906       | 38,04       |
| 3                    | Fabienne Stalars*   |             | PS          | 3 356        | 28,13        | 4 314       | 33,45       |
| 3                    | Jean-Claude Tissot* |             | PS          | 3 356        | 28,13        | 4 314       | 33,45       |
| 4                    | Michèle Agrafeil    |             | FN          | 3 687        | 30,91        | 3 677       | 28,51       |
| 4                    | René Bruhat         |             | FN          | 3 687        | 30,91        | 3 677       | 28,51       |
|                      |                     |             |             |              |              |             |             |
| Inscrits             | Inscrits            | Inscrits    | Inscrits    | 23 649       | 100,00       | 23 649      | 100,00      |
| Abstentions          | Abstentions         | Abstentions | Abstentions | 11 092       | 46,9         | 10 270      | 43,43       |
| Votants              | Votants             | Votants     | Votants     | 12 557       | 53,1         | 13 379      | 56,57       |
| Blancs               | Blancs              | Blancs      | Blancs      | 395          | 3,15         | 302         | 2,26        |
| Nuls                 | Nuls                | Nuls        | Nuls        | 232          | 1,85         | 180         | 1,35        |
| Exprimés             | Exprimés            | Exprimés    | Exprimés    | 11 930       | 95,01        | 12 897      | 96,4        |
| * conseiller sortant |                     |             |             |              |              |             |             |

### Canton de Feurs
| Candidats   | Candidats               | Partis      | Partis      | Premier tour | Premier tour | Second tour | Second tour |
| Candidats   | Candidats               | Partis      | Partis      | Voix         | %            | Voix        | %           |
| ----------- | ----------------------- | ----------- | ----------- | ------------ | ------------ | ----------- | ----------- |
| 1           | Mireille Jacquet Vernay |             | FG          | 3 648        | 27,56        | 3 507       | 24,75       |
| 1           | Pierre Simone           |             | EÉLV        | 3 648        | 27,56        | 3 507       | 24,75       |
| 2           | Charles Perrot          |             | FN          | 4 148        | 31,34        | 4 223       | 29,8        |
| 2           | Sophie Robert           |             | FN          | 4 148        | 31,34        | 4 223       | 29,8        |
| 3           | Marianne Darfeuille     |             | DVD         | 5 439        | 41,1         | 6 440       | 45,45       |
| 3           | Pierre Véricel          |             | DVD         | 5 439        | 41,1         | 6 440       | 45,45       |
|             |                         |             |             |              |              |             |             |
| Inscrits    | Inscrits                | Inscrits    | Inscrits    | 27 312       | 100,00       | 27 315      | 100,00      |
| Abstentions | Abstentions             | Abstentions | Abstentions | 13 451       | 49,25        | 12 718      | 46,56       |
| Votants     | Votants                 | Votants     | Votants     | 13 861       | 50,75        | 14 597      | 53,44       |
| Blancs      | Blancs                  | Blancs      | Blancs      | 426          | 3,07         | 321         | 2,2         |
| Nuls        | Nuls                    | Nuls        | Nuls        | 200          | 1,44         | 106         | 0,73        |
| Exprimés    | Exprimés                | Exprimés    | Exprimés    | 13 235       | 95,48        | 14 170      | 97,07       |

### Canton de Firminy
| Candidats   | Candidats              | Partis      | Partis      | Premier tour | Premier tour | Second tour | Second tour |
| Candidats   | Candidats              | Partis      | Partis      | Voix         | %            | Voix        | %           |
| ----------- | ---------------------- | ----------- | ----------- | ------------ | ------------ | ----------- | ----------- |
| 1           | Nathalie Desa Ferriol  |             | FG          | 3 188        | 31,79        | 6 036       | 58,82       |
| 1           | Marc Petit             |             | PCF         | 3 188        | 31,79        | 6 036       | 58,82       |
| 2           | Fabrice Cordat         |             | PS          | 1 411        | 14,07        |             |             |
| 2           | Laurence Juban         |             | PS          | 1 411        | 14,07        |             |             |
| 3           | Julien Luya            |             | UMP         | 2 302        | 22,96        |             |             |
| 3           | Eveline Suzat-Giuliani |             | UMP         | 2 302        | 22,96        |             |             |
| 4           | Jean-Paul Valour       |             | FN          | 3 126        | 31,18        | 4 226       | 41,18       |
| 4           | Dominique Vialon       |             | FN          | 3 126        | 31,18        | 4 226       | 41,18       |
|             |                        |             |             |              |              |             |             |
| Inscrits    | Inscrits               | Inscrits    | Inscrits    | 21 085       | 100,00       | 21 085      | 100,00      |
| Abstentions | Abstentions            | Abstentions | Abstentions | 10 629       | 50,41        | 9 790       | 46,43       |
| Votants     | Votants                | Votants     | Votants     | 10 456       | 49,59        | 11 295      | 53,57       |
| Blancs      | Blancs                 | Blancs      | Blancs      | 307          | 2,94         | 772         | 6,83        |
| Nuls        | Nuls                   | Nuls        | Nuls        | 122          | 1,17         | 261         | 2,31        |
| Exprimés    | Exprimés               | Exprimés    | Exprimés    | 10 027       | 95,9         | 10 262      | 90,85       |

### Canton de Montbrison
| Candidats            | Candidats          | Partis      | Partis      | Premier tour | Premier tour | Second tour | Second tour |
| Candidats            | Candidats          | Partis      | Partis      | Voix         | %            | Voix        | %           |
| -------------------- | ------------------ | ----------- | ----------- | ------------ | ------------ | ----------- | ----------- |
| 1                    | Jean-Yves Bonnefoy |             | UMP         | 4 993        | 35,74        | 5 934       | 38,77       |
| 1                    | Annick Brunel      |             | UMP         | 4 993        | 35,74        | 5 934       | 38,77       |
| 2                    | Pascal Arrighi     |             | FN          | 4 038        | 28,91        | 3 759       | 24,56       |
| 2                    | Pascale Morel      |             | FN          | 4 038        | 28,91        | 3 759       | 24,56       |
| 3                    | Laure Pardon       |             | FG          | 4 938        | 35,35        | 5 612       | 36,67       |
| 3                    | Serge Vray*        |             | FG          | 4 938        | 35,35        | 5 612       | 36,67       |
|                      |                    |             |             |              |              |             |             |
| Inscrits             | Inscrits           | Inscrits    | Inscrits    | 28 900       | 100,00       | 28 899      | 100,00      |
| Abstentions          | Abstentions        | Abstentions | Abstentions | 14 269       | 49,37        | 13 143      | 45,48       |
| Votants              | Votants            | Votants     | Votants     | 14 631       | 50,63        | 15 756      | 54,52       |
| Blancs               | Blancs             | Blancs      | Blancs      | 477          | 3,26         | 334         | 2,12        |
| Nuls                 | Nuls               | Nuls        | Nuls        | 185          | 1,26         | 117         | 0,74        |
| Exprimés             | Exprimés           | Exprimés    | Exprimés    | 13 969       | 95,48        | 15 305      | 97,14       |
| * conseiller sortant |                    |             |             |              |              |             |             |

### Canton du Pilat
| Candidats            | Candidats             | Partis      | Partis      | Premier tour | Premier tour | Second tour | Second tour |
| Candidats            | Candidats             | Partis      | Partis      | Voix         | %            | Voix        | %           |
| -------------------- | --------------------- | ----------- | ----------- | ------------ | ------------ | ----------- | ----------- |
| 1                    | Anne de Beaumont      |             | EÉLV        | 3 774        | 27,09        | 3 785       | 26,35       |
| 1                    | Pierre Soyer          |             | PG          | 3 774        | 27,09        | 3 785       | 26,35       |
| 2                    | Bernard Bonne*        |             | UMP         | 6 027        | 43,27        | 6 581       | 45,81       |
| 2                    | Valérie Peysselon     |             | UMP         | 6 027        | 43,27        | 6 581       | 45,81       |
| 3                    | Tristan de Closmadeuc |             | FN          | 4 128        | 29,64        | 4 000       | 27,84       |
| 3                    | Judith Pestour        |             | FN          | 4 128        | 29,64        | 4 000       | 27,84       |
|                      |                       |             |             |              |              |             |             |
| Inscrits             | Inscrits              | Inscrits    | Inscrits    | 26 196       | 100,00       | 26 196      | 100,00      |
| Abstentions          | Abstentions           | Abstentions | Abstentions | 11 590       | 44,24        | 11 371      | 43,41       |
| Votants              | Votants               | Votants     | Votants     | 14 606       | 55,76        | 14 825      | 56,59       |
| Blancs               | Blancs                | Blancs      | Blancs      | 481          | 3,29         | 319         | 2,15        |
| Nuls                 | Nuls                  | Nuls        | Nuls        | 196          | 1,34         | 140         | 0,94        |
| Exprimés             | Exprimés              | Exprimés    | Exprimés    | 13 929       | 95,36        | 14 366      | 96,9        |
| * conseiller sortant |                       |             |             |              |              |             |             |

### Canton de Renaison
| Candidats            | Candidats          | Partis      | Partis      | Premier tour | Premier tour | Second tour | Second tour |
| Candidats            | Candidats          | Partis      | Partis      | Voix         | %            | Voix        | %           |
| -------------------- | ------------------ | ----------- | ----------- | ------------ | ------------ | ----------- | ----------- |
| 1                    | Christine Aranéo   |             | POI         | 658          | 5,64         |             |             |
| 1                    | Gérard Dumas       |             | POI         | 658          | 5,64         |             |             |
| 2                    | Huguette Burelier* |             | UMP         | 3 832        | 32,85        | 4 659       | 36,8        |
| 2                    | Christophe Loppin  |             | DIV         | 3 832        | 32,85        | 4 659       | 36,8        |
| 3                    | Violette Auberger  |             | FG          | 3 855        | 33,05        | 4 758       | 37,58       |
| 3                    | Jean Bartholin     |             | FG          | 3 855        | 33,05        | 4 758       | 37,58       |
| 4                    | Gilles Fouillat    |             | FN          | 3 319        | 28,46        | 3 245       | 25,63       |
| 4                    | Lucette Vernière   |             | FN          | 3 319        | 28,46        | 3 245       | 25,63       |
|                      |                    |             |             |              |              |             |             |
| Inscrits             | Inscrits           | Inscrits    | Inscrits    | 22 870       | 100,00       | 22 868      | 100,00      |
| Abstentions          | Abstentions        | Abstentions | Abstentions | 10 641       | 46,53        | 9 787       | 42,8        |
| Votants              | Votants            | Votants     | Votants     | 12 229       | 53,47        | 13 081      | 57,2        |
| Blancs               | Blancs             | Blancs      | Blancs      | 429          | 3,51         | 313         | 2,39        |
| Nuls                 | Nuls               | Nuls        | Nuls        | 137          | 1,12         | 106         | 0,81        |
| Exprimés             | Exprimés           | Exprimés    | Exprimés    | 11 663       | 95,37        | 12 662      | 96,8        |
| * conseiller sortant |                    |             |             |              |              |             |             |

### Canton de Rive-de-Gier
| Candidats            | Candidats                 | Partis      | Partis      | Premier tour | Premier tour | Second tour | Second tour |
| Candidats            | Candidats                 | Partis      | Partis      | Voix         | %            | Voix        | %           |
| -------------------- | ------------------------- | ----------- | ----------- | ------------ | ------------ | ----------- | ----------- |
| 1                    | Stéphanie Ficarella-Scafi |             | UDI         | 1 035        | 8,71         |             |             |
| 1                    | Jean-Luc Granger          |             | UDI         | 1 035        | 8,71         |             |             |
| 2                    | Jean-Claude Charvin*      |             | UMP         | 3 290        | 27,7         | 6 978       | 60,05       |
| 2                    | Séverine Reynaud          |             | UMP         | 3 290        | 27,7         | 6 978       | 60,05       |
| 3                    | Nicolas Fernandez         |             | FN          | 3 854        | 32,45        | 4 643       | 39,95       |
| 3                    | Isabelle Surply           |             | FN          | 3 854        | 32,45        | 4 643       | 39,95       |
| 4                    | Dominique Chirat          |             | EÉLV        | 882          | 7,43         |             |             |
| 4                    | Corinne Haerty            |             | EÉLV        | 882          | 7,43         |             |             |
| 5                    | Marcelle Boulhol          |             | PCF         | 1 080        | 9,09         |             |             |
| 5                    | Christophe Privas         |             | PCF         | 1 080        | 9,09         |             |             |
| 6                    | Élise Da Silva            |             | PS          | 1 736        | 14,62        |             |             |
| 6                    | Bernard Motto Ros         |             | PS          | 1 736        | 14,62        |             |             |
|                      |                           |             |             |              |              |             |             |
| Inscrits             | Inscrits                  | Inscrits    | Inscrits    | 26 702       | 100,00       | 26 708      | 100,00      |
| Abstentions          | Abstentions               | Abstentions | Abstentions | 14 386       | 53,88        | 13 899      | 52,04       |
| Votants              | Votants                   | Votants     | Votants     | 12 316       | 46,12        | 12 809      | 47,96       |
| Blancs               | Blancs                    | Blancs      | Blancs      | 295          | 2,4          | 819         | 6,39        |
| Nuls                 | Nuls                      | Nuls        | Nuls        | 144          | 1,17         | 369         | 2,88        |
| Exprimés             | Exprimés                  | Exprimés    | Exprimés    | 11 877       | 96,44        | 11 621      | 90,73       |
| * conseiller sortant |                           |             |             |              |              |             |             |

### Canton de Roanne-1
| Candidats   | Candidats          | Partis      | Partis      | Premier tour | Premier tour | Second tour | Second tour |
| Candidats   | Candidats          | Partis      | Partis      | Voix         | %            | Voix        | %           |
| ----------- | ------------------ | ----------- | ----------- | ------------ | ------------ | ----------- | ----------- |
| 1           | Dominique Flachat  |             | PG          | 596          | 6,93         |             |             |
| 1           | Suzy Viboud        |             | PCF         | 596          | 6,93         |             |             |
| 2           | Bruno Barriquand   |             | EÉLV        | 423          | 4,92         |             |             |
| 2           | Margaret O'Loan    |             | EÉLV        | 423          | 4,92         |             |             |
| 3           | Sarah Brosset      |             | FN          | 2 464        | 28,65        | 2 602       | 27,73       |
| 3           | Christian Milon    |             | FN          | 2 464        | 28,65        | 2 602       | 27,73       |
| 4           | Dominique Feste    |             | UDI         | 289          | 3,36         |             |             |
| 4           | Jean François Vial |             | UDI         | 289          | 3,36         |             |             |
| 5           | Brigitte Dumoulin  |             | PS          | 2 468        | 28,7         | 3 537       | 37,69       |
| 5           | Jean-Jacques Ladet |             | PS          | 2 468        | 28,7         | 3 537       | 37,69       |
| 6           | Nicolas Reveret    |             | UMP         | 2 360        | 27,44        | 3 246       | 34,59       |
| 6           | Sophie Rotkopf     |             | UMP         | 2 360        | 27,44        | 3 246       | 34,59       |
|             |                    |             |             |              |              |             |             |
| Inscrits    | Inscrits           | Inscrits    | Inscrits    | 18 815       | 100,00       | 18 815      | 100,00      |
| Abstentions | Abstentions        | Abstentions | Abstentions | 9 869        | 52,45        | 9 049       | 48,09       |
| Votants     | Votants            | Votants     | Votants     | 8 946        | 47,55        | 9 766       | 51,91       |
| Blancs      | Blancs             | Blancs      | Blancs      | 213          | 2,38         | 252         | 2,58        |
| Nuls        | Nuls               | Nuls        | Nuls        | 133          | 1,49         | 129         | 1,32        |
| Exprimés    | Exprimés           | Exprimés    | Exprimés    | 8 600        | 96,13        | 9 385       | 96,1        |

### Canton de Roanne-2
| Candidats   | Candidats            | Partis      | Partis      | Premier tour | Premier tour | Second tour | Second tour |
| Candidats   | Candidats            | Partis      | Partis      | Voix         | %            | Voix        | %           |
| ----------- | -------------------- | ----------- | ----------- | ------------ | ------------ | ----------- | ----------- |
| 1           | Émilie Ambler        |             | UMP         | 2 847        | 29,91        | 3 705       | 35,72       |
| 1           | Philippe Perron      |             | UMP         | 2 847        | 29,91        | 3 705       | 35,72       |
| 2           | Éric Michaud         |             | PS          | 2 740        | 28,79        | 3 769       | 36,34       |
| 2           | Pascale Vialle-Dutel |             | PS          | 2 740        | 28,79        | 3 769       | 36,34       |
| 3           | Hélène Leylavergne   |             | EÉLV        | 426          | 4,48         |             |             |
| 3           | Christian Prat       |             | EÉLV        | 426          | 4,48         |             |             |
| 4           | Véronique Hulard     |             | FN          | 2 843        | 29,87        | 2 898       | 27,94       |
| 4           | Pascal Wojtalik      |             | FN          | 2 843        | 29,87        | 2 898       | 27,94       |
| 5           | Jean-Claude Bénétier |             | FG          | 662          | 6,96         |             |             |
| 5           | Nathalie Monge       |             | FG          | 662          | 6,96         |             |             |
|             |                      |             |             |              |              |             |             |
| Inscrits    | Inscrits             | Inscrits    | Inscrits    | 20 435       | 100,00       | 20 435      | 100,00      |
| Abstentions | Abstentions          | Abstentions | Abstentions | 10 512       | 51,44        | 9 623       | 47,09       |
| Votants     | Votants              | Votants     | Votants     | 9 923        | 48,56        | 10 812      | 52,91       |
| Blancs      | Blancs               | Blancs      | Blancs      | 257          | 2,59         | 252         | 2,33        |
| Nuls        | Nuls                 | Nuls        | Nuls        | 148          | 1,49         | 188         | 1,74        |
| Exprimés    | Exprimés             | Exprimés    | Exprimés    | 9 518        | 95,92        | 10 372      | 95,93       |

### Canton de Saint-Chamond
| Candidats            | Candidats               | Partis      | Partis      | Premier tour | Premier tour | Second tour | Second tour |
| Candidats            | Candidats               | Partis      | Partis      | Voix         | %            | Voix        | %           |
| -------------------- | ----------------------- | ----------- | ----------- | ------------ | ------------ | ----------- | ----------- |
| 1                    | Catherine Bony          |             | EÉLV        | 671          | 6,43         |             |             |
| 1                    | Jean-Pierre Rametti     |             | EÉLV        | 671          | 6,43         |             |             |
| 2                    | Solange Berlier*        |             | UDI         | 4 174        | 40,03        | 6 753       | 65,75       |
| 2                    | Hervé Reynaud           |             | UMP         | 4 174        | 40,03        | 6 753       | 65,75       |
| 3                    | Franck Descours         |             | FN          | 3 097        | 29,70        | 3 517       | 34,25       |
| 3                    | Valérie Félix           |             | FN          | 3 097        | 29,70        | 3 517       | 34,25       |
| 4                    | Michelle Galland        |             | PS          | 1 780        | 17,07        |             |             |
| 4                    | Stéphane Valette        |             | PS          | 1 780        | 17,07        |             |             |
| 5                    | Jean-Pierre de Pasquale |             | PCF         | 706          | 6,77         |             |             |
| 5                    | Aimée Muraszko          |             | PCF         | 706          | 6,77         |             |             |
|                      |                         |             |             |              |              |             |             |
| Inscrits             | Inscrits                | Inscrits    | Inscrits    | 27 077       | 100,00       | 27 077      | 100,00      |
| Abstentions          | Abstentions             | Abstentions | Abstentions | 16 110       | 59,5         | 15 543      | 57,4        |
| Votants              | Votants                 | Votants     | Votants     | 10 967       | 40,5         | 11 534      | 42,6        |
| Blancs               | Blancs                  | Blancs      | Blancs      | 530          | 4,83         | 1 233       | 10,69       |
| Nuls                 | Nuls                    | Nuls        | Nuls        | 9            | 0,08         | 31          | 0,27        |
| Exprimés             | Exprimés                | Exprimés    | Exprimés    | 10 428       | 95,09        | 10 270      | 89,04       |
| * conseiller sortant |                         |             |             |              |              |             |             |

### Canton de Saint-Étienne-1
| Candidats   | Candidats        | Partis      | Partis      | Premier tour | Premier tour | Second tour | Second tour |
| Candidats   | Candidats        | Partis      | Partis      | Voix         | %            | Voix        | %           |
| ----------- | ---------------- | ----------- | ----------- | ------------ | ------------ | ----------- | ----------- |
| 1           | Patricia Duboeuf |             | FN          | 2 175        | 24,19        |             |             |
| 1           | Christophe Peyre |             | FN          | 2 175        | 24,19        |             |             |
| 2           | Zahra Bencharif  |             | PRG         | 2 678        | 29,78        | 3 921       | 46,21       |
| 2           | Yann Saccucci    |             | PS          | 2 678        | 29,78        | 3 921       | 46,21       |
| 3           | Fabienne Perrin  |             | UDI         | 3 086        | 34,32        | 4 564       | 53,79       |
| 3           | Georges Ziegler  |             | UDI         | 3 086        | 34,32        | 4 564       | 53,79       |
| 4           | Belkacem Merahi  |             | PG          | 1 054        | 11,72        |             |             |
| 4           | Andrée Taurinya  |             | PG          | 1 054        | 11,72        |             |             |
|             |                  |             |             |              |              |             |             |
| Inscrits    | Inscrits         | Inscrits    | Inscrits    | 21 589       | 100,00       | 21 589      | 100,00      |
| Abstentions | Abstentions      | Abstentions | Abstentions | 12 258       | 56,78        | 12 351      | 57,21       |
| Votants     | Votants          | Votants     | Votants     | 9 331        | 43,22        | 9 238       | 42,79       |
| Blancs      | Blancs           | Blancs      | Blancs      | 219          | 2,35         | 539         | 5,83        |
| Nuls        | Nuls             | Nuls        | Nuls        | 119          | 1,28         | 214         | 2,32        |
| Exprimés    | Exprimés         | Exprimés    | Exprimés    | 8 993        | 96,38        | 8 485       | 91,85       |

### Canton de Saint-Étienne-2
| Candidats            | Candidats              | Partis      | Partis      | Premier tour | Premier tour | Second tour | Second tour |
| Candidats            | Candidats              | Partis      | Partis      | Voix         | %            | Voix        | %           |
| -------------------- | ---------------------- | ----------- | ----------- | ------------ | ------------ | ----------- | ----------- |
| 1                    | Jean Bagelli           |             | DVD         | 409          | 4,92         |             |             |
| 1                    | Gisèle Roure           |             | DVD         | 409          | 4,92         |             |             |
| 2                    | Christine Cauet*       |             | DVG         | 2 611        | 31,40        | 3 436       | 42,76       |
| 2                    | Marc Faure             |             | PCF         | 2 611        | 31,40        | 3 436       | 42,76       |
| 3                    | Claire Fernandez       |             | FN          | 2 476        | 29,77        |             |             |
| 3                    | Mungo Shematsi         |             | FN          | 2 476        | 29,77        |             |             |
| 4                    | Jean-François Barnier* |             | UDI         | 2 820        | 33,91        | 4 599       | 57,24       |
| 4                    | Alexandra Custodio     |             | UMP         | 2 820        | 33,91        | 4 599       | 57,24       |
|                      |                        |             |             |              |              |             |             |
| Inscrits             | Inscrits               | Inscrits    | Inscrits    | 20 725       | 100,00       | 20 725      | 100,00      |
| Abstentions          | Abstentions            | Abstentions | Abstentions | 12 130       | 58,53        | 12 046      | 58,12       |
| Votants              | Votants                | Votants     | Votants     | 8 595        | 41,47        | 8 679       | 41,88       |
| Blancs               | Blancs                 | Blancs      | Blancs      | 196          | 2,28         | 420         | 4,84        |
| Nuls                 | Nuls                   | Nuls        | Nuls        | 83           | 0,97         | 224         | 2,58        |
| Exprimés             | Exprimés               | Exprimés    | Exprimés    | 8 316        | 96,75        | 8 035       | 92,58       |
| * conseiller sortant |                        |             |             |              |              |             |             |

### Canton de Saint-Étienne-3
| Candidats            | Candidats            | Partis      | Partis      | Premier tour | Premier tour | Second tour | Second tour |
| Candidats            | Candidats            | Partis      | Partis      | Voix         | %            | Voix        | %           |
| -------------------- | -------------------- | ----------- | ----------- | ------------ | ------------ | ----------- | ----------- |
| 1                    | Valérie Ferlat       |             | PCF         | 884          | 7,05         |             |             |
| 1                    | Jean Paraskevaidis   |             | PCF         | 884          | 7,05         |             |             |
| 2                    | Arlette Bernard*     |             | PS          | 4 118        | 32,86        | 5 483       | 40,68       |
| 2                    | Pierrick Courbon     |             | PS          | 4 118        | 32,86        | 5 483       | 40,68       |
| 3                    | Annie Clément        |             | UMP         | 327          | 2,61         |             |             |
| 3                    | Blaise Mamoum        |             | UMP         | 327          | 2,61         |             |             |
| 4                    | Gilles Artigues*     |             | UDI         | 3 680        | 29,36        | 4 472       | 33,18       |
| 4                    | Annick Fay           |             | UDI         | 3 680        | 29,36        | 4 472       | 33,18       |
| 5                    | Gabriel de Peyrecave |             | FN          | 3 523        | 28,11        | 3 522       | 26,13       |
| 5                    | Raphaëlle Jeanson    |             | FN          | 3 523        | 28,11        | 3 522       | 26,13       |
|                      |                      |             |             |              |              |             |             |
| Inscrits             | Inscrits             | Inscrits    | Inscrits    | 27 214       | 100,00       | 27 214      | 100,00      |
| Abstentions          | Abstentions          | Abstentions | Abstentions | 14 324       | 52,63        | 13 343      | 49,03       |
| Votants              | Votants              | Votants     | Votants     | 12 890       | 47,37        | 13 871      | 50,97       |
| Blancs               | Blancs               | Blancs      | Blancs      | 260          | 2,02         | 265         | 1,91        |
| Nuls                 | Nuls                 | Nuls        | Nuls        | 98           | 0,76         | 129         | 0,93        |
| Exprimés             | Exprimés             | Exprimés    | Exprimés    | 12 532       | 97,22        | 13 477      | 97,16       |
| * conseiller sortant |                      |             |             |              |              |             |             |

### Canton de Saint-Étienne-4
| Candidats            | Candidats         | Partis      | Partis      | Premier tour | Premier tour | Second tour | Second tour |
| Candidats            | Candidats         | Partis      | Partis      | Voix         | %            | Voix        | %           |
| -------------------- | ----------------- | ----------- | ----------- | ------------ | ------------ | ----------- | ----------- |
| 1                    | Paul Celle*       |             | UDI         | 3 180        | 33,92        | 4 736       | 54,56       |
| 1                    | Christiane Jodar  |             | UDI         | 3 180        | 33,92        | 4 736       | 54,56       |
| 2                    | Magali Badiou     |             | PCF         | 871          | 9,29         |             |             |
| 2                    | Philippe Bariol   |             | E!          | 871          | 9,29         |             |             |
| 3                    | Serge Horvath     |             | FN          | 2 635        | 28,11        |             |             |
| 3                    | Brigitte Peycelon |             | FN          | 2 635        | 28,11        |             |             |
| 4                    | Jérôme Besset     |             | EÉLV        | 2 689        | 28,68        | 3 945       | 45,44       |
| 4                    | Dominique Pigeon  |             | EÉLV        | 2 689        | 28,68        | 3 945       | 45,44       |
|                      |                   |             |             |              |              |             |             |
| Inscrits             | Inscrits          | Inscrits    | Inscrits    | 21 829       | 100,00       | 21 829      | 100,00      |
| Abstentions          | Abstentions       | Abstentions | Abstentions | 12 057       | 55,23        | 12 336      | 56,51       |
| Votants              | Votants           | Votants     | Votants     | 9 772        | 44,77        | 9 493       | 43,49       |
| Blancs               | Blancs            | Blancs      | Blancs      | 263          | 2,69         | 524         | 5,52        |
| Nuls                 | Nuls              | Nuls        | Nuls        | 134          | 1,37         | 288         | 3,03        |
| Exprimés             | Exprimés          | Exprimés    | Exprimés    | 9 375        | 95,94        | 8 681       | 91,45       |
| * conseiller sortant |                   |             |             |              |              |             |             |

### Canton de Saint-Étienne-5
| Candidats            | Candidats                | Partis      | Partis      | Premier tour | Premier tour | Second tour | Second tour |
| Candidats            | Candidats                | Partis      | Partis      | Voix         | %            | Voix        | %           |
| -------------------- | ------------------------ | ----------- | ----------- | ------------ | ------------ | ----------- | ----------- |
| 1                    | Marcel Bernon            |             | PCF         | 747          | 8,88         |             |             |
| 1                    | Vanessa Pecel            |             | PCF         | 747          | 8,88         |             |             |
| 2                    | Robert Karulak           |             | UMP         | 2 254        | 26,80        |             |             |
| 2                    | Siham Labich             |             | MoDem       | 2 254        | 26,80        |             |             |
| 3                    | Hakim Aounit             |             | DVG         | 212          | 2,52         |             |             |
| 3                    | Farida Bacha             |             | DVG         | 212          | 2,52         |             |             |
| 4                    | David Chassagneux        |             | FN          | 2 563        | 30,47        | 3 436       | 40,34       |
| 4                    | Françoise Després        |             | FN          | 2 563        | 30,47        | 3 436       | 40,34       |
| 5                    | Régis Juanico*           |             | PS          | 2 635        | 31,33        | 5 082       | 59,66       |
| 5                    | Marie-Michelle Vialleton |             | EÉLV        | 2 635        | 31,33        | 5 082       | 59,66       |
|                      |                          |             |             |              |              |             |             |
| Inscrits             | Inscrits                 | Inscrits    | Inscrits    | 20 892       | 100,00       | 20 892      | 100,00      |
| Abstentions          | Abstentions              | Abstentions | Abstentions | 12 122       | 58,02        | 11 552      | 55,29       |
| Votants              | Votants                  | Votants     | Votants     | 8 770        | 41,98        | 9 340       | 44,71       |
| Blancs               | Blancs                   | Blancs      | Blancs      | 234          | 2,67         | 586         | 6,27        |
| Nuls                 | Nuls                     | Nuls        | Nuls        | 125          | 1,43         | 236         | 2,53        |
| Exprimés             | Exprimés                 | Exprimés    | Exprimés    | 8 411        | 95,91        | 8 518       | 91,2        |
| * conseiller sortant |                          |             |             |              |              |             |             |

### Canton de Saint-Étienne-6
| Candidats            | Candidats        | Partis      | Partis      | Premier tour | Premier tour | Second tour | Second tour |
| Candidats            | Candidats        | Partis      | Partis      | Voix         | %            | Voix        | %           |
| -------------------- | ---------------- | ----------- | ----------- | ------------ | ------------ | ----------- | ----------- |
| 1                    | Samy Kéfi-Jérôme |             | MoDem       | 2 881        | 26,79        |             |             |
| 1                    | Pascale Lacour   |             | UMP         | 2 881        | 26,79        |             |             |
| 2                    | Mickaël Petit    |             | UDI         | 580          | 5,39         |             |             |
| 2                    | Katia Richaud    |             | UDI         | 580          | 5,39         |             |             |
| 3                    | Béatrice Bernard |             | FN          | 3 108        | 28,90        | 4 189       | 40,36       |
| 3                    | Bernard Urbaniak |             | FN          | 3 108        | 28,90        | 4 189       | 40,36       |
| 4                    | Nicolas Kieffer  |             | PCF         | 1 075        | 10,00        |             |             |
| 4                    | Eva Maroni       |             | FG          | 1 075        | 10,00        |             |             |
| 5                    | Joseph Ferrara*  |             | PS          | 3 110        | 28,92        | 6 189       | 59,64       |
| 5                    | Nadia Semache    |             | PS          | 3 110        | 28,92        | 6 189       | 59,64       |
|                      |                  |             |             |              |              |             |             |
| Inscrits             | Inscrits         | Inscrits    | Inscrits    | 23 927       | 100,00       | 23 928      | 100,00      |
| Abstentions          | Abstentions      | Abstentions | Abstentions | 12 799       | 53,49        | 12 307      | 51,43       |
| Votants              | Votants          | Votants     | Votants     | 11 128       | 46,51        | 11 621      | 48,57       |
| Blancs               | Blancs           | Blancs      | Blancs      | 265          | 2,38         | 912         | 7,85        |
| Nuls                 | Nuls             | Nuls        | Nuls        | 109          | 0,98         | 331         | 2,85        |
| Exprimés             | Exprimés         | Exprimés    | Exprimés    | 10 754       | 96,64        | 10 378      | 89,3        |
| * conseiller sortant |                  |             |             |              |              |             |             |

### Canton de Saint-Just-Saint-Rambert
| Candidats   | Candidats        | Partis      | Partis      | Premier tour | Premier tour | Second tour | Second tour |
| Candidats   | Candidats        | Partis      | Partis      | Voix         | %            | Voix        | %           |
| ----------- | ---------------- | ----------- | ----------- | ------------ | ------------ | ----------- | ----------- |
| 1           | Antoine Crépinge |             | PCF         | 3 069        | 21,14        |             |             |
| 1           | Carole Olle      |             | FG          | 3 069        | 21,14        |             |             |
| 2           | Colette Ferrand  |             | UDI         | 6 321        | 43,55        | 8 893       | 62,06       |
| 2           | Alain Laurendon  |             | UDI         | 6 321        | 43,55        | 8 893       | 62,06       |
| 3           | Véronique Viard  |             | FN          | 5 125        | 35,31        | 5 436       | 37,94       |
| 3           | Gérard Vivant    |             | FN          | 5 125        | 35,31        | 5 436       | 37,94       |
|             |                  |             |             |              |              |             |             |
| Inscrits    | Inscrits         | Inscrits    | Inscrits    | 30 540       | 100,00       | 30 537      | 100,00      |
| Abstentions | Abstentions      | Abstentions | Abstentions | 15 354       | 50,28        | 15 044      | 49,26       |
| Votants     | Votants          | Votants     | Votants     | 15 186       | 49,72        | 15 493      | 50,74       |
| Blancs      | Blancs           | Blancs      | Blancs      | 502          | 3,31         | 829         | 5,35        |
| Nuls        | Nuls             | Nuls        | Nuls        | 169          | 1,11         | 335         | 2,16        |
| Exprimés    | Exprimés         | Exprimés    | Exprimés    | 14 515       | 95,58        | 14 329      | 92,49       |

### Canton de Sorbiers
| Candidats   | Candidats               | Partis      | Partis      | Premier tour | Premier tour | Second tour | Second tour |
| Candidats   | Candidats               | Partis      | Partis      | Voix         | %            | Voix        | %           |
| ----------- | ----------------------- | ----------- | ----------- | ------------ | ------------ | ----------- | ----------- |
| 1           | Philippe Guyot          |             | PS          | 2 682        | 20,99        |             |             |
| 1           | Marie-Christine Thivant |             | PS          | 2 682        | 20,99        |             |             |
| 2           | Corinne Besson-Fayolle  |             | UMP         | 4 714        | 36,9         | 7 998       | 65,27       |
| 2           | Bernard Philibert       |             | UDI         | 4 714        | 36,9         | 7 998       | 65,27       |
| 3           | Julia Lourd             |             | EÉLV        | 1 021        | 7,99         |             |             |
| 3           | Jacques Minnaert        |             | EÉLV        | 1 021        | 7,99         |             |             |
| 4           | Marie Di Sotto          |             | FN          | 3 899        | 30,52        | 4 255       | 34,73       |
| 4           | Jean-Marie Horvath      |             | FN          | 3 899        | 30,52        | 4 255       | 34,73       |
| 5           | Simon Poudroux          |             | PCF         | 460          | 3,60         |             |             |
| 5           | Céline Veau             |             | PCF         | 460          | 3,60         |             |             |
|             |                         |             |             |              |              |             |             |
| Inscrits    | Inscrits                | Inscrits    | Inscrits    | 24 691       | 100,00       | 24 691      | 100,00      |
| Abstentions | Abstentions             | Abstentions | Abstentions | 11 426       | 46,28        | 11 233      | 45,49       |
| Votants     | Votants                 | Votants     | Votants     | 13 265       | 53,72        | 13 458      | 54,51       |
| Blancs      | Blancs                  | Blancs      | Blancs      | 364          | 2,74         | 932         | 6,93        |
| Nuls        | Nuls                    | Nuls        | Nuls        | 125          | 0,94         | 273         | 2,03        |
| Exprimés    | Exprimés                | Exprimés    | Exprimés    | 12 776       | 96,31        | 12 253      | 91,05       |